# Бахожев (Великопольське воєводство)
Бахожев (пол. Bachorzew, нім. Bachdorf) — село в Польщі, у гміні Яроцин Яроцинського повіту Великопольського воєводства.
Населення — 373 особи (2011).
У 1975-1998 роках село належало до Каліського воєводства.

## Демографія
Демографічна структура станом на 31 березня 2011 року:
|          | Загалом | Допрацездатний вік | Працездатний вік | Постпрацездатний вік |
| -------- | ------- | ------------------ | ---------------- | -------------------- |
| Чоловіки | 180     | 39                 | 121              | 20                   |
| Жінки    | 193     | 51                 | 112              | 30                   |
| Разом    | 373     | 90                 | 233              | 50                   |